# Юршино (Ярославская область)
Юршино – деревня Рыбинского района Ярославской области, входит в состав Каменниковского сельского поселения.

## География
Деревня расположена на острове Юршинский на Рыбинском водохранилище в 3 км на юго-запад по воде от центра поселения посёлка Каменники. 

## История
Церковь в селе сооружена в 1792 году на средства помещицы Надежды Илларионовны Глебовой. Престол в ней был один — Смоленской иконы Богоматери. 
В конце XIX — начале XX века село входило в состав Нижне-Никульской волости Рыбинского уезда Ярославской губернии.
С 1929 года деревня входила в состав Каменниковского сельсовета Рыбинского района, с 2005 года — в составе Каменниковского сельского поселения.

## Население
| 1859 | 2002 | 2007 | 2010 |
| ---- | ---- | ---- | ---- |
| 44   | ↘0   | ↗3   | ↗8   |

## Достопримечательности
В селе расположена недействующая Церковь Смоленской иконы Божией Матери (1792).

## Общественный транспорт
Действует пристань Юршино с регулярным водным сообщением с пристанью Переборы в Рыбинске.